# 20352 Пінакібоуз
20352 Пінакібоуз (20352 Pinakibose) — астероїд головного поясу, відкритий 19 квітня 1998 року.
Тіссеранів параметр щодо Юпітера — 3,565.